# Bruno Zuculini
Bruno Zuculini (Belén de Escobar, 1993. április 2. –) argentin korosztályos válogatott labdarúgó, 2018-tól az argentin élvonalbeli River Plate középpályása.

## Külső hivatkozások
- Bruno Zuculini (angol nyelven). worldfootball.net
- Bruno Zuculini (angol, spanyol nyelven). cariverplate.com.ar